# Vezzano
Vezzano település Olaszországban, Trento megyében.  Vezzano Calavino, Molveno, Padergnone, San Lorenzo in Banale, Terlago és Trento községekkel határos.

## Népesség
A település népességének változása: